# 朝光寺原遺跡

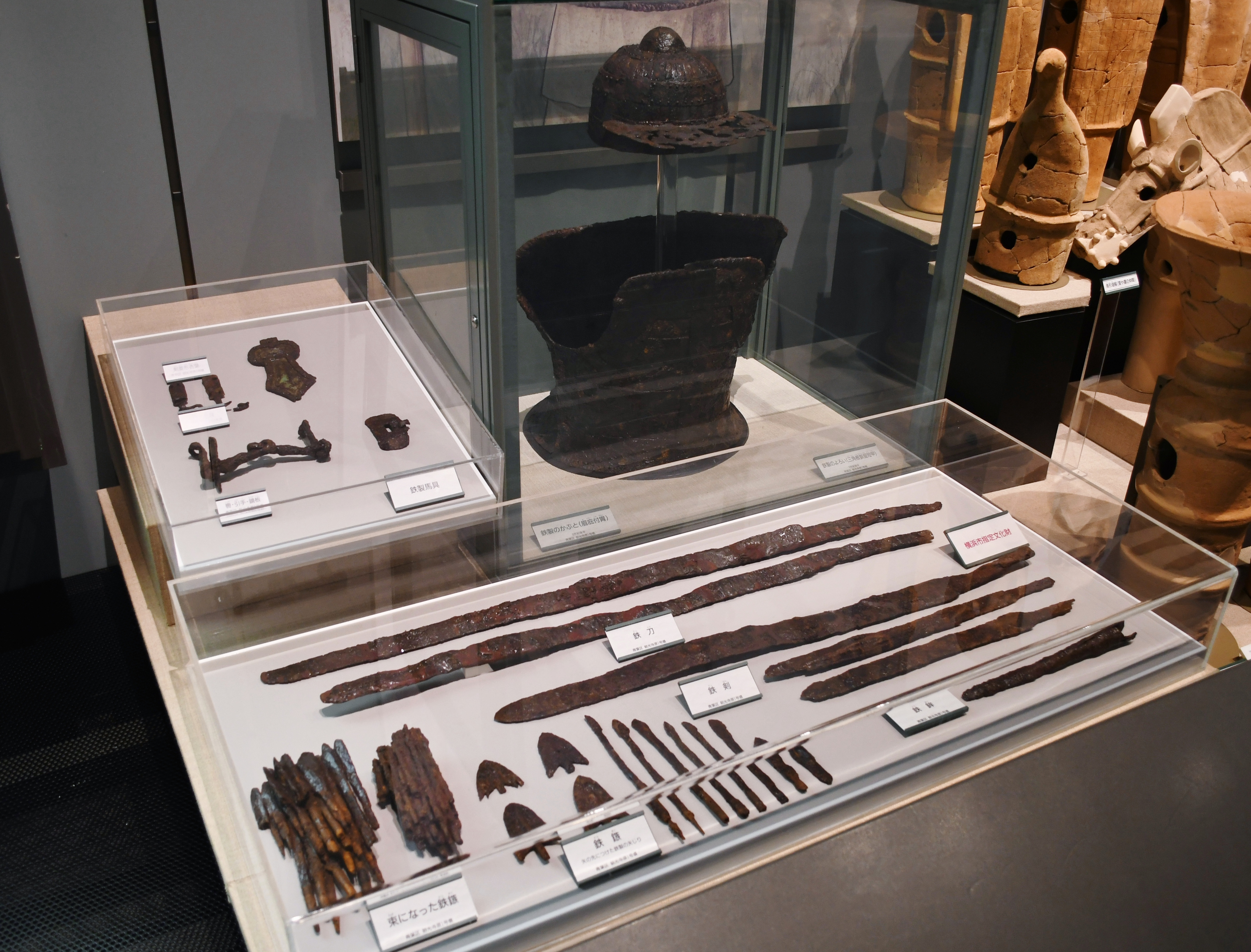
当遺跡を構成する朝光寺原古墳群から出土した副葬品（横浜市歴史博物館）。

朝光寺原遺跡（ちょうこうじばらいせき/ちょうこうじっぱらいせき）は、かつて神奈川県横浜市青葉区（発掘当時は緑区）市ケ尾町に所在した複合遺跡。「朝光寺原式土器」という後期弥生土器の標式遺跡。弥生時代の環濠集落を中心とし、同域内に古墳時代の朝光寺原古墳群や奈良時代の官衙関連遺跡をも含む大規模な遺跡だったが、発掘調査後に悉く破壊された。

## 概要
朝光寺原遺跡は、谷本川（鶴見川）北側の、市が尾駅東口の田園都市線と東名高速道路に挟まれた東西約150メートル、南北約300メートルの領域に広がる。遺跡の西側に「朝光寺」という寺があり、地名はそれに基づく。
1960年代、高度経済成長期の勢いの中で横浜市内は市街地が急拡大した。1965年（昭和40年）には「横浜市六大事業」の一つ港北ニュータウン計画が発表された。また1966年（昭和41年）には田園都市線が開通した。これにより当時の港北区・緑区域（現在は青葉区・都筑区を含む）に広がっていた山野に開発の波が押し寄せ、丘を削り谷を埋め、平らに整地して住宅地化する大規模開発が始まった。朝光寺原遺跡が位置する緑区（現在は青葉区）市ケ尾町は、港北ニュータウンの地域ではないが、1966年（昭和41年）の田園都市線開通の影響で沿線の宅地整備が始まり、畑地や雑木林が開発造成に併呑されていった。
迫りくる開発から遺跡を守るため、考古学者の甘粕健や岡本勇らを中心とした遺跡調査会（横浜市北部埋蔵文化財調査委員会の調査団）が組織され、朝光寺原遺跡では、1967年（昭和42年）8月1日から12月10日に第1次発掘調査が行われた。1968年（昭和43年）8月半ばから9月に第2次発掘調査が行われた。この発掘調査は、間近に進行する開発工事に先んじて完了しなければならないところを、調査組織の規模に対して遺跡の規模が大きすぎて予算や期間の確保に苦しみ、開発工事の早さにも追い付かず、間に合わなかった部分はやむを得ず整地工事が行われた後に 竪穴建物跡や環濠溝の残った部分を掘るという状態であった。また、1.5㎞北西にある稲荷前古墳群（青葉区大場町）という大古墳群も開発による破壊の危機にさらされ、ほぼ同時に発掘調査しなければならなかった。
第2次調査の発掘調査報告書には、「外国の調査であるならば、7～8年から10年近くをかけて調査する性質のものである。それを土地区画整理まで僅か2～5ヶ月しかない間に発掘しろというのは、まるで考古学研究者の背中に、10貫目の石を背負って海を1000m泳げと命令されるに等しい」や、「破壊される地帯を完全に掘り、完全な記録をとるにふさわしい時間的余裕は、関東地方のどこの遺跡の事前調査でも、そのような条件はかつて存在したことのない幻の条件である」「もし、すべての問題を解明できる完全な調査をおこなったら、遺跡の10分の1くらいのみがかろうじて調査される程度で、他の部分の多数の住居址、墓地、V字溝は、ブルドーザーによって永遠に消滅され、おびただしい土器・石器などの遺物は谷間を埋める土の中に永久に眠ってしまったことであろう」など、調査結果についての報告書であるにもかかわらず、悲鳴のごとき文言が並び、大開発に追われての発掘がいかに悲惨を極めたかを物語る。
そのため調査は突貫的で不完全な部分もあったが、調査団の献身的努力により辛うじて奇跡的に完了した。

## 調査の成果
突貫調査ではあったが 縄文時代中期の集落、弥生時代中期後半から後期末までの集落と方形周溝墓群、古墳時代中期後半から後期の円墳3基（朝光寺原古墳群）、都筑郡の郡衙の可能性のある奈良時代以降の掘立柱建物群が見つかった。
弥生時代中期の環濠集落は、直径170メートルの範囲に弥生時代中期後半の竪穴建物59棟が建てられ、その周りを幅2メートル、深さ1.5メートル～2メートルのV字形の溝が全長500メートルにわたって回り、鶴見川上流域初の環濠集落の発見となった。近くには方形周溝墓が19基あり、センター北駅前の大塚・歳勝土遺跡に集落と墓地の在り方が似ている。14棟の建物に火災跡が認められ、他集団との間で戦闘が起きたのではないかと解釈されてもいる。弥生時代後期前半になると環濠が埋まり、5棟ほどの建物しかない小村となる。この時期の510号建物から見つかった土器は、のちに「朝光寺原式土器」と呼ばれるものだった。弥生時代後期中葉には建物が20棟ほどに増え、再び大きな村とする。村の中心に大型建物が建てられ、その周囲に小型建物が建ち、有力者の存在が想定される。また方形周溝墓も5基見つかった。弥生時代後期終末になると、小型の建物16棟ほどの小村になる。古墳時代中期後半には権力者の墓地となり、朝光寺原古墳群1号墳～3号墳が作られ、武器や甲冑が副葬された。奈良時代以降になると、竈をもつ竪穴建物の集落とともに掘立柱建物が13棟建てられ、郡役所跡ではないかとみられている（現在考えられている都筑郡の郡衙遺跡は青葉区荏田町の長者原遺跡である）。

## 朝光寺原式土器
南関東一帯に分布する弥生後期の「久ヶ原式土器」「弥生町式土器」とはかなり違うデザインである。壺形・甕形土器の区別が曖昧で、頸部が久ヶ原・弥生町式ほど細くなく、櫛描き波状文様があり、群馬県渋川市「樽遺跡」出土の「樽式土器」に似ている。1938年（昭和13年）に杉原荘介が、横浜市域で樽式土器に良く似た土器が散見されることを指摘して「荏田式土器」と呼称するべきではないかとしていたが、朝光寺原遺跡B地区510号建物で纏まった土器群が見つかり、樽式土器の系統にあるが、それとの違いも具体的に解ってきて「朝光寺原式土器」として型式設定が提唱された。久ヶ原式・弥生町式土器と共存して横浜市域北部の限られた範囲に分布する。

## 現在
当時の考古学研究者や発掘参加者らは、横浜港北地域を代表する貴重な遺跡と見て間違いないと見ていたが、遺跡は調査後直ちに山ごと削られ破壊され、消滅してしまった。考古学研究者は稲荷前古墳群と一緒に保存運動を起こし、「革新的行政」を掲げていた飛鳥田一雄市長に期待して保存を求めた陳情をしたが、港北ニュータウン計画を推し進める市長はこれを受け入れなかった。現在の市ケ尾町は、ビルや住宅が建ち、田園都市線や国道246号・東名高速道路が走り、遺跡があった山林景観は全く想起されない。近くの「市ケ尾町公園」に朝光寺原遺跡の案内パネルがあるが、公園自体は朝光寺原遺跡のエリアではない。朝光寺原1号墳出土の眉庇付冑や短甲などの古墳出土遺物だけは横浜市指定文化財として横浜市歴史博物館に展示されている。

### 引用文献
- 杉原, 荘介「上野・樽遺跡調查槪報」『考古学』第10巻第10号、東京考古学会、1938年9月、500-512頁、NCID AN10059109。

- 横浜市域埋蔵文化財調査委員会調査団「朝光寺原遺跡C地区調査概報」『昭和43年度横浜市埋蔵文化財調査報告書』横浜市埋蔵文化財調査委員会、1969年3月31日、50-69頁。 NCID BN04734839。※奥付には1968年3月31日とあるが、69年の誤記と思われる。

- 横浜市域埋蔵文化財調査委員会調査団「朝光寺原式土器について」『昭和43年度横浜市埋蔵文化財調査報告書』横浜市埋蔵文化財調査委員会、1969年3月31日、70-74頁。 NCID BN04734839。※奥付には1968年3月31日とあるが、69年の誤記と思われる。

- 横浜市緑区「朝光寺原遺跡」『横浜緑区史』横浜市緑区、1985年7月15日、23-32頁。 NCID BN09184065。

- 横浜市歴史博物館「4.1960年代の発掘」『横浜発掘物語-目で見る発掘の歴史-』公益財団法人横浜市ふるさと歴史財団、1998年3月7日、25-31頁。 NCID BA37874376。

- 埋文よこはま34号 (PDF) - 埋蔵文化財センター（2016年（平成28年）9月30日）ncid=AA12346416

- 田中, 義昭「第4章 破壊される遺跡、変貌する地域」『開発と考古学:市ヶ尾横穴群・三殿台遺跡・稲荷前古墳群の時代』新泉社、2019年7月15日、285-404頁。ISBN 9784787719096。 NCID BB28625447。

### 関連文献（非引用）
- 横浜市域北部埋蔵文化財調査委員会調査団『昭和42年度朝光寺原遺跡発掘調査略報（第1次A地区調査）』横浜市域北部埋蔵文化財調査委員会、1968年3月31日、1-11頁。 NCID BA90745679。